# VR-Bank Südwestpfalz Pirmasens-Zweibrücken
Die VR-Bank Südwestpfalz eG Pirmasens-Zweibrücken ist eine deutsche Genossenschaftsbank mit Sitz in der rheinland-pfälzischen kreisfreien Stadt Pirmasens.

## Geschichte
Die heutige VR-Bank Südwestpfalz eG Pirmasens-Zweibrücken entstand 2016 aus der Fusion der VR-Bank Südwestpfalz eG mit dem Sitz in Zweibrücken mit der VR-Bank Pirmasens eG mit dem Sitz in Pirmasens.

### VR-Bank Südwestpfalz eG
- 21. Februar 1892: Gründung des Rodalbener Darlehenskassenvereins eGmubH mit dem Sitz in Rodalben
- 1909: Namensänderung in Rodalber Spar- und Darlehenskassenverein GmubH
- 1946: Namensänderung in Raiffeisenkasse Rodalben eGmbH
- 1959: Namensänderung in Raiffeisenbank Rodalben eGmbH
- 1962: Fusion mit der Raiffeisenkasse Merzalben eGmbH mit dem Sitz in Merzalben
- 1964: Fusion mit der Raiffeisenkasse Clausen eGmbH mit dem Sitz in Clausen
- 1968: Fusion mit der Raiffeisenkasse Petersberg eGmbH mit dem Sitz in Petersberg
- 1969: Fusion mit der Raiffeisenkasse Rieschweiler eGmbH mit dem Sitz in Rieschweiler
- 1990: Fusion als Raiffeisenbank Rodalben e.G. mit der Raiffeisenbank Münchweiler-Ruppertsweiler e.G. mit dem Sitz in Münchweiler an der Rodalb zur Raiffeisenbank Gräfensteiner Land eG mit dem Sitz in Rodalben
- 1996: Fusion mit der Raiffeisenbank Zweibrücken -Stadt und Land- eG mit dem Sitz in Zweibrücken zur Raiffeisenbank Südwestpfalz eG mit dem Sitz in Rodalben
- 2000: Fusion mit der Raiffeisenbank Leimen e.G. mit dem Sitz in Leimen
- 2001: Fusion mit der Volksbank Zweibrücken eG mit dem Sitz in Zweibrücken zur VR-Bank Südwestpfalz eG mit dem Sitz in Zweibrücken

Die ehemalige Raiffeisenbank Zweibrücken -Stadt und Land- eGmbH fusionierte zuvor im Jahr 1969 mit der Raiffeisenkasse Battweiler eGmbH mit dem Sitz in Battweiler, der Raiffeisenkasse Schmitshausen-Biedershausen eGmbH mit dem Sitz in Schmitshausen, Raiffeisenkasse Niederhausen-Winterbach eGmbH mit dem Sitz in Winterbach (Pfalz), der Raiffeisenkasse Oberauerbach eGmbH mit dem Sitz in Oberauerbach, der Raiffeisenkasse Rimschweiler eGmbH mit dem Sitz in Rimschweiler, der Raiffeisenkasse Wattweiler eGmbH mit dem Sitz in Wattweiler und der Raiffeisenkasse Zweibrücken-Ixheim eGmbH mit dem Sitz in Ixheim. Im Jahr erfolgten weitere Fusionen mit der Raiffeisenkasse Contwig eGmbH mit dem Sitz in Contwig, der Raiffeisenkasse Dellfeld eGmbH mit dem Sitz in Dellfeld, der Raiffeisenkasse Großsteinhausen eGmbH mit dem Sitz in Großsteinhausen, der Raiffeisenkasse Kleinsteinhausen eGmbH mit dem Sitz in Kleinsteinhausen, der Raiffeisenkasse Maßweiler eGmbH mit dem Sitz in Maßweiler und der Raiffeisenkasse Walshausen eGmbH mit dem Sitz in Walshausen.
Im Jahr 1971 folgte die Fusion mit der Raiffeisenkasse Mittelbach eGmbH mit dem Sitz in Mittelbach, im Jahr 1972 mit der Raiffeisenkasse Hornbach eGmbH mit dem Sitz in Hornbach und 1973 mit der Raiffeisenkasse Reifenberg eGmbH mit dem Sitz in Reifenberg und der Raiffeisenkasse Mörsbach eGmbH mit dem Sitz in Mörsbach. Im Jahr 1980 fusionierte die Raiffeisenbank Zweibrücken -Stadt und Land- eG dann mit der Raiffeisenkasse Stambach eG mit dem Sitz in Stambach gefolgt von der Fusion mit der Raiffeisenkasse Käshofen eG mit dem Sitz in Käshofen im Folgejahr.

### VR-Bank Pirmasens eG
- 3. Dezember 1876: Gründung als Pirmasenser Vorschuss-Verein
- 1899: Umfirmierung der eingetragenen Genossenschaft in eine eGmuH (eingetragene Genossenschaft mit unbeschränkter Haftpflicht)
- 1909: Namensänderung in Vereinsbank Pirmasens eGmuH
- 1920: Umfirmierung in eine Genossenschaft mit beschränkter Haftpflicht
- 1942: Namensänderung in Volksbank Pirmasens eGmbH
- 1974: Umfirmierung in Volksbank Pirmasens eG
- 2002: Fusion mit der Raiffeisenbank Vinningen eG mit dem Sitz in Vinningen zur VR-Bank Pirmasens eG

Die ehemalige Raiffeisenbank Vinningen eGmbH fusionierte zuvor im Jahr 1969 mit der Raiffeisenkasse Trulben eGmbH mit dem Sitz in Trulben, 1971 mit der Raiffeisenkasse Kröppen eGmbH mit dem Sitz in Kröppen und 1977 als Raiffeisenbank Vinningen eG mit der Raiffeisenbank Nünschweiler e.G. mit dem Sitz in Nünschweiler.

## Rechtsverhältnisse
Die VR-Bank Südwestpfalz eG Pirmasens-Zweibrücken (lt. GnR „VR-Bank Südwestpfalz eG Pirmasens - Zweibrücken“) ist im Genossenschaftsregister beim Amtsgericht Zweibrücken unter GnR 288 eingetragen.

## Organisationsstruktur
Rechtsgrundlagen sind das Genossenschaftsgesetz und die durch die Vertreterversammlung beschlossene Satzung. Organe der Bank sind der Vorstand, der Aufsichtsrat und die Vertreterversammlung. 

## Sicherungseinrichtung
Die VR-Bank Südwestpfalz eG Pirmasens-Zweibrücken ist der amtlich anerkannten Sicherungseinrichtung des Bundesverbandes der Deutschen Volksbanken und Raiffeisenbanken GmbH und der zusätzlichen freiwilligen Sicherungseinrichtung des Bundesverbandes der Deutschen Volksbanken und Raiffeisenbanken e.V. angeschlossen.

## Geschäftsausrichtung
Die VR-Bank Südwestpfalz eG Pirmasens-Zweibrücken betreibt das Universalbankgeschäft und gehört zur genossenschaftlichen Finanzgruppe. Im Verbundgeschäft arbeitet sie mit der DZ Bank, R+V Versicherung, Bausparkasse Schwäbisch Hall, DZ Privatbank, Münchener Hypothekenbank, Teambank, VR Smart Finanz, DZ Hyp und der Union Investment zusammen.

## Geschäftsgebiet
Das Geschäftsgebiet umfasst die kreisfreien Städte Pirmasens und Zweibrücken, den größten Teil des Landkreises Südwestpfalz sowie die ehemalige Verbandsgemeinde Waldmohr im Landkreis Kusel.
An diesen Orten betreibt die Bank Filialen:
- Pirmasens (Hauptstelle, jur. Sitz)
- Zweibrücken (Geschäftsstelle)
- Rodalben (Geschäftsstelle)
- Thaleischweiler-Fröschen (Geschäftsstelle)
- Vinningen (Geschäftsstelle)
- Waldmohr (Geschäftsstelle)